# Zeitgeschichtliche Forschungsstelle Ingolstadt
Die Zeitgeschichtliche Forschungsstelle Ingolstadt e. V. (kurz: ZFI, auch als Institut für Zeitgeschichtsforschung Ingolstadt bezeichnet) ist ein geschichtsrevisionistischer Verein in Ingolstadt. Auf ihren Veranstaltungen wurden oder werden vor allem deutsche Kriegsverbrechen im Zweiten Weltkrieg heruntergespielt, die Anzahl der ermordeten Juden im Holocaust in Abrede gestellt und Kontakte zu rechtsextremen Gruppierungen gepflegt.

## Geschichte
Die ZFI wurde 1981 maßgeblich von Alfred Schickel (1933–2015), Hellmut Diwald (1924–1993) und Alfred Seidl (1911–1993) als Gegenstück zum Institut für Zeitgeschichte in München gegründet. Laut Eigenaussage der Forschungsstelle erfolgte die Gründung am 21. November 1981; dieses Gründungsdatum ist umstritten. Sie hatte 2005 etwa 500 bis 600 Mitglieder, veranstaltet zweimal im Jahr größere Tagungen und gibt die Zeitgeschichtliche Bibliothek und die ZFI-Informationen heraus.
Die SPD und andere kritisierten, dass Alfred Lehmann (CSU), von 2002 bis 2014 Oberbürgermeister von Ingolstadt, mehrmals an ZFI-Tagungen teilgenommen hatte und dass Horst Seehofer (CSU), damaliger Bundesminister für Ernährung, Landwirtschaft und Verbraucherschutz, im Jahr 2006 lobende Grußworte zur Eröffnung einer Veranstaltung sandte.
In der Beantwortung einer Anfrage vor dem Bayerischen Landtag schrieb das Innenministerium 2007: „Dagegen propagieren einschlägige rechtsextremistische Publikationen unter Berufung auf die Person des Leiters der ZFI und seine Artikel vereinzelt auch ein mit der freiheitlichen demokratischen Grundordnung nicht vereinbares Gedankengut.“
Nach dem Tod von Alfred Schickel 2015 wählte die ZFI im Juni 2016 den Journalisten Gernot Facius zum neuen Vorsitzenden, der wie die Institutsgründer Schickel und Diwald als Sudetendeutscher aufwuchs.
Im November 2019 kündigte die Stadt Ingolstadt dem ZFI „aus wichtigem Grund“ den Mietvertrag für Veranstaltungen in den Räumen der örtlichen Volkshochschule. Die Stadt berief sich hier auf eine Stellungnahme des bayerischen Verfassungsschutzes, dass der Verein „verfassungswidriges oder gesetzeswidriges Gedankengut“ fördere.
Seit 2018 wird die ZFI vom bayerischen Verfassungsschutz beobachtet. Eine Erwähnung in dessen Bericht 2019 wurde durch eine Klage der ZFI verhindert. Davon unbenommen darf die Behörde den Verein weiterhin beobachten. Im Oktober 2021 wählten die Mitglieder den Historiker Stefan Scheil (AfD) zum neuen Vorsitzenden.

## Inhaltliches Profil und Einordnung
Laut Satzung des ZFI dient der Verein „ausschließlich der Förderung der Erziehungs-, Volks- und Berufsbildung“ und widmet sich „zugleich der Förderung internationaler Gesinnung, der Toleranz auf allen Gebieten der Kultur und des Völkerverständigungsgedankens“. Diese Aufgaben würden „insbesondere durch Förderung wissenschaftlicher Arbeiten zur Zeitgeschichte, von öffentlichen Vorträgen und Seminarveranstaltungen und durch die Anfertigung von Gutachten“ erfüllt.
Für den Rechtsextremismus-Experten Bernd Wagner ist das ZFI in Deutschland ein „geistiges Zentrum rechtsextremer Kreise für historische Forschung“. Auf Tagungen und Veranstaltungen werde eine systematische Verharmlosung des Nationalsozialismus und die Leugnung der Kriegsschuld betrieben. Dabei bestehe eine enge Zusammenarbeit mit Zeitungen und Zeitschriften wie Junge Freiheit, Europa Vorn, Nation und Europa und Deutschland in Geschichte und Gegenwart, die ähnliche Ziele verfolgen. Auch den Publikationen des ZFI wird das Ziel attestiert, die deutsche Wehrmacht sowie das dritte Reich von jeglicher Schuld freizusprechen. Über den langjährigen Leiter des ZFI urteilte Wolfgang Wippermann: „Schickels Geschichtsrevisionismus geht in einen politischen, auf die Veränderung des status quo abzielenden Revisionismus über.“
Gemäß dem Lexikon der ‚Vergangenheitsbewältigung‘ in Deutschland ist das ZFI Teil der Strategie eines „selbstreferentiellen Systems“, in dem die Verharmlosung und Leugnung des Holocaust betrieben wird. Schickel schrieb beispielsweise 1980, dass die Zahl von sechs Millionen ermordeter Juden „heute in der zeitgeschichtlichen Wissenschaft nicht mehr ernsthaft vertreten“ werde. Die verstorbenen Gründer der ZFI arbeiteten mit rechtsextremen und geschichtsrevisionistischen Organisationen zusammen.

## Finanzierung
Die Finanzierung der ZFI erfolgt hauptsächlich durch Spenden und Beiträge der zirka 750 Fördermitglieder. Die Stadt Ingolstadt förderte das ZFI in den 1990er-Jahren mit jährlich 2000 Euro.

## Dr.-Walter-Eckhardt-Ehrengabe für Zeitgeschichtsforschung
Das Institut vergibt auch die Dr.-Walter-Eckhardt-Ehrengabe für Zeitgeschichtsforschung. Bisherige Preisträger waren unter anderem:
- 1986 Alfred Schickel
- 1991 Joachim Hoffmann
- 1993 Walter Post
- 1998 Franz W. Seidler
- 2001 Alfred de Zayas

## Publikationen
- Literatur von und über Zeitgeschichtliche Forschungsstelle Ingolstadt im Katalog der Deutschen Nationalbibliothek